# Iveco LMV

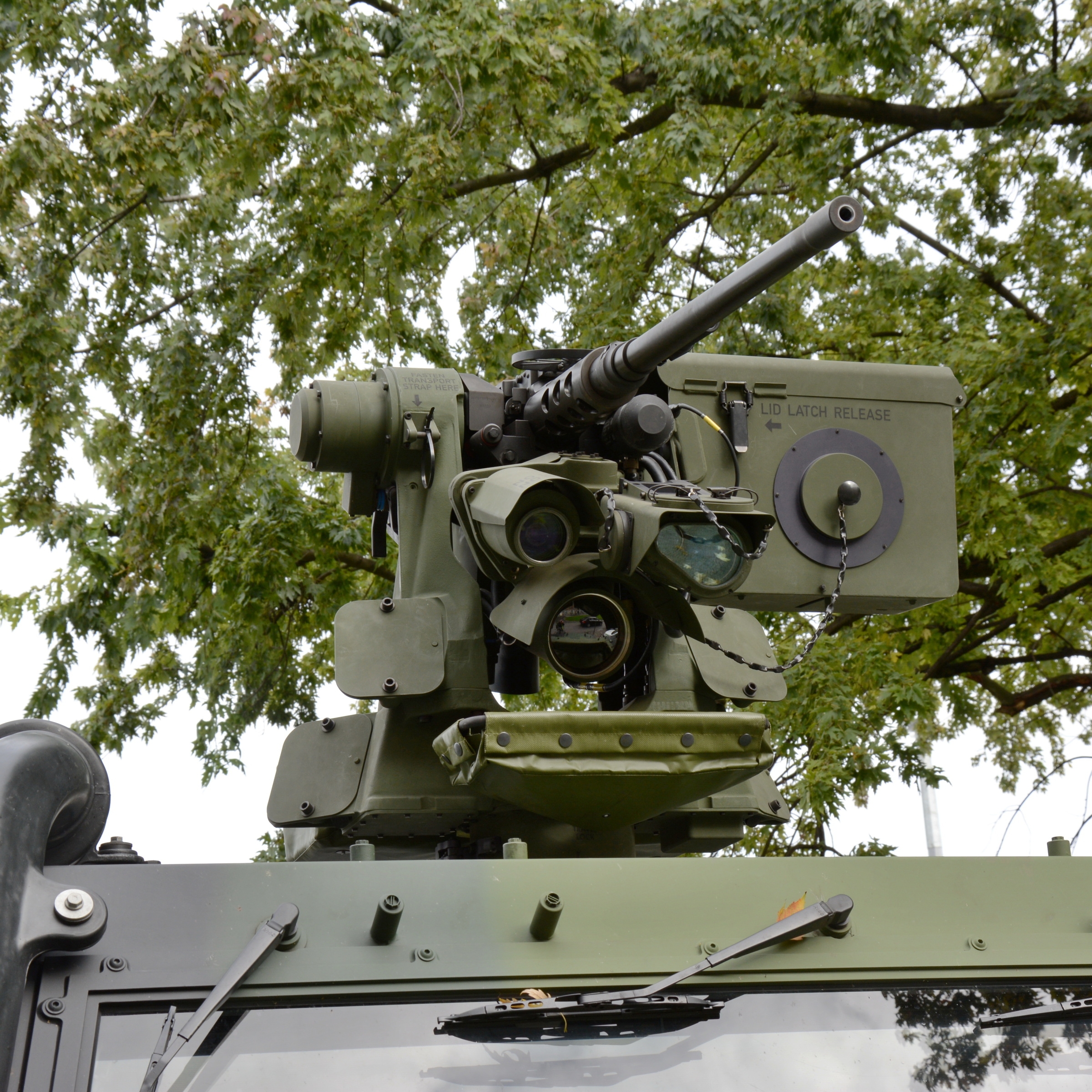
Zbraňová stanice Protector M151 s kulometem M2.

Iveco LMV je lehké víceúčelové, pancéřované vozidlo nové generace od italské firmy Iveco. První prototyp vozidla byl dokončen v roce 2001 na základě zkušeností a potřeb z operací v různých geografických oblastech světa. Vozidlo se vyznačuje vysokou pohyblivostí v terénu a i strategickou mobilitou, Iveco LMV je přizpůsobeno k letecké přepravě pomocí letadel řady C-130 Hercules a transportními vrtulníky CH-47 a CH-53.
Vozidlo umožňuje v případě potřeby instalaci panelů přídavného pancéřování včetně bloků s neprůstřelnými skly na pevný monoblok kabiny, tento způsob zajišťuje posádce vysoký stupeň ochrany před účinky projektilů z palných zbraní do ráže až 12,7mm. Proti účinkům protipěchotních min má Iveco speciálně zkonstruovanou spodní část kabiny, proti tlakové vlně je posádka chráněna sedačkami se systémem tlumení účinků výbuchu miny. Vozidlo je vyráběno ve dvou verzích s rozvorem náprav 3200 mm nebo 3500 mm a může být opatřeno standardní, otevřenou a nebo zkrácenou kabinou. Čtyřdveřová kabina pojme v základním provedení celkem pět osob včetně řidiče, v zadní části vozidla je k dispozici nákladový prostor. Před kruhový průlez s poklopem ve střeše kabiny lze umístit věž s optickými přístroji napojenou na elektronický systém s obrazovkou umístěnou ve vnitřním prostoru vozidla. Věž je dále vybavena kulometem nebo granátometem. Celý věžový komplet lze ovládat bezpečně přes počítač joystickem, v boji tak střelec nemusí riskovat a stát při střelbě v poklopu u zbraně.

## Iveco LMV v AČR
Prvních 19 vozidel Iveco LMV zavedla Armáda České republiky do své výzbroje v roce 2008. V prosinci 2009 ministerstvo obrany objednalo dalších 79 vozidel se zbraňovou stanicí PROTECTOR M151 A2 a 11 vozidel se zbraňovou stanicí česko-slovenské výroby ZSRD-07 s kulometem ráže 7,62 mm. Více než tři desítky vozidel byly v rámci českého kontingentu bojově nasazeny v Afghánistánu.

## Verze pro AČR
Armáda České republiky odebrala celkem 200 vozidel LMV třinácti verzí, přičemž početně nejvíce zastoupená je bojová verze LOV 50 B (72 kusů).

- LOV IVECO 4x4 lafetace: Lehké obrněné vozidlo s otočným částečně chráněným střelištěm s manuálně ovládaným 12,7mm kulometem M2QCB. V letech 2008 a 2009 dodána celkem tři vozidla.
- LOV IVECO 4x4 ZS: Lehké obrněné vozidlo s dálkově ovládanou zbraňovou stanicí Protector M151A2 s 12,7mm kulometem. V letech 2008 a 2009 dodána celkem čtyři vozidla.
- LOV IVECO 4x4 CZ/II ZST: Lehké obrněné vozidlo s dálkově ovládanou zbraňovou stanicí Protector M151A2. Od LOV IVECO 4x4 ZS se liší pouze v detailech vybavení. V roce 2009 dodáno 15 vozidel.
- LOV IVECO konv. rušič: Lehké obrněné vozidlo pro ochranu konvojů vozidel před rádiem nebo mobilem odpalovanými výbušnými nástrahami. V zadní části má instalovaný velmi výkonný rušič STAR V firmy URC Systems. V roce 2009 dodána dvě vozidla.
- LOV 50 B: Pětimístná bojová verze s dálkově ovládanou zbraňovou stanicí Protector M151A2 a 12,7mm kulometem a dále rozšířenou výbavu se dvěma radiostanicemi Falcon III umožňujícími i satelitní spojení, moderním interkomem VICM 200, rušičem WBS 2500, tabletem s vlastním GPS modulem, kompaktním Li-Ion akumulátorem schopným výrazně prodloužit provoz stanice Protector při vypnutém motoru atd. V letech 2010 až 2013 dodáno celkem 72 vozidel.
- LOV 50 BVR: Velitelská bojová vozidla. Mají zbraňovou stanici jako LOV 50 B, ale disponují výrazně rozšířeným komunikačním vybavením včetně velkokapacitních datových přenosů nebo bojového vozidlového informačního systému BVIS. Mají anténní teleskopický stožár výsuvný až do výšky 9 metrů a stanový přístřešek. Vzhledem k výbavě je LOV 50 BVR čtyřmístné. V letech 2011 a 2012 dodáno celkem sedm vozidel.
- LOV 7,62 B: Vozidla bojové podpory. Jejich výbava je identická jako u LOV 50 B, avšak namísto zbraňové stanice Protector nesou česko-slovenskou dálkově ovládanou stanicí ZSRD 07 se 7,62mm kulometem. V letech 2012 a 2013 dodáno celkem 11 vozidel, z nichž bylo pět upraveno na verzi LOV-Pz.
- LOV-Pz: Kolová verze dělostřeleckého průzkumného prostředku. Na úspěšné vojskové zkoušky prototypu navázala výroba sériových vozidel, která by měla být dodána do konce listopadu 2014. Armáda obdrží celkem pět vozidel vzniklých modifikací verze LOV 7,62 B.[1]
- LOV Zdrav: Pancéřovaná sanitní verze s vyvýšenou a plně klimatizovanou nástavbou pro rychlou evakuaci jednoho ležícího a až dvou sedících raněných přímo z bojové zóny a jejich stabilizaci i udržení jejich životních funkcí během přepravy do zdravotnického zařízení. V roce 2010 dodána tři vozidla.
- LOV IVECO MPRS: Mobilní Průzkumně-Rušicí Systém. Jedná se o mobilní komponent vysoce sofistikovaného kompletu elektronického boje MKEB. V roce 2010 dodáno jedno vozidlo.
- LOV IVECO MPRS II: Mobilní Průzkumně-Rušicí Systém II se od svého předchůdce liší tím, že speciální kruhová anténa je umístěna na teleskopicky výsuvném stožáru, zatímco u MPRS je pevně zamontována na střeše. V roce 2011 dodáno jedno vozidlo.
- S-LOV-CBRN: Jedno vozidlo LMV dodal podnik VOP CZ ve verzi specializovaného prostředku chemického, biologického, radiačního a nukleárního průzkumu v zastavěných oblastech i ve volném terénu. Výzbroj tvoří česko-slovenská dálkově ovládaná stanice ZSRD 07 se 7,62mm kulometem. Součástí sofistikované výbavy je i malé dálkově ovládané průzkumné vozidlo.[2] Celkem bylo objednáno 40 vozidel s dodáním do konce roku 2023.
- S-LOV-CBRN II: Vozidlo doplňuje schopnosti vozidla S-LOV-CBRN. Součátí je i sada na odběr, uložení a transport vzorků obsahujících nebezpečné látky. Celkem bylo objednáno 40 vozidel s dodáním do konce roku 2023.[3]

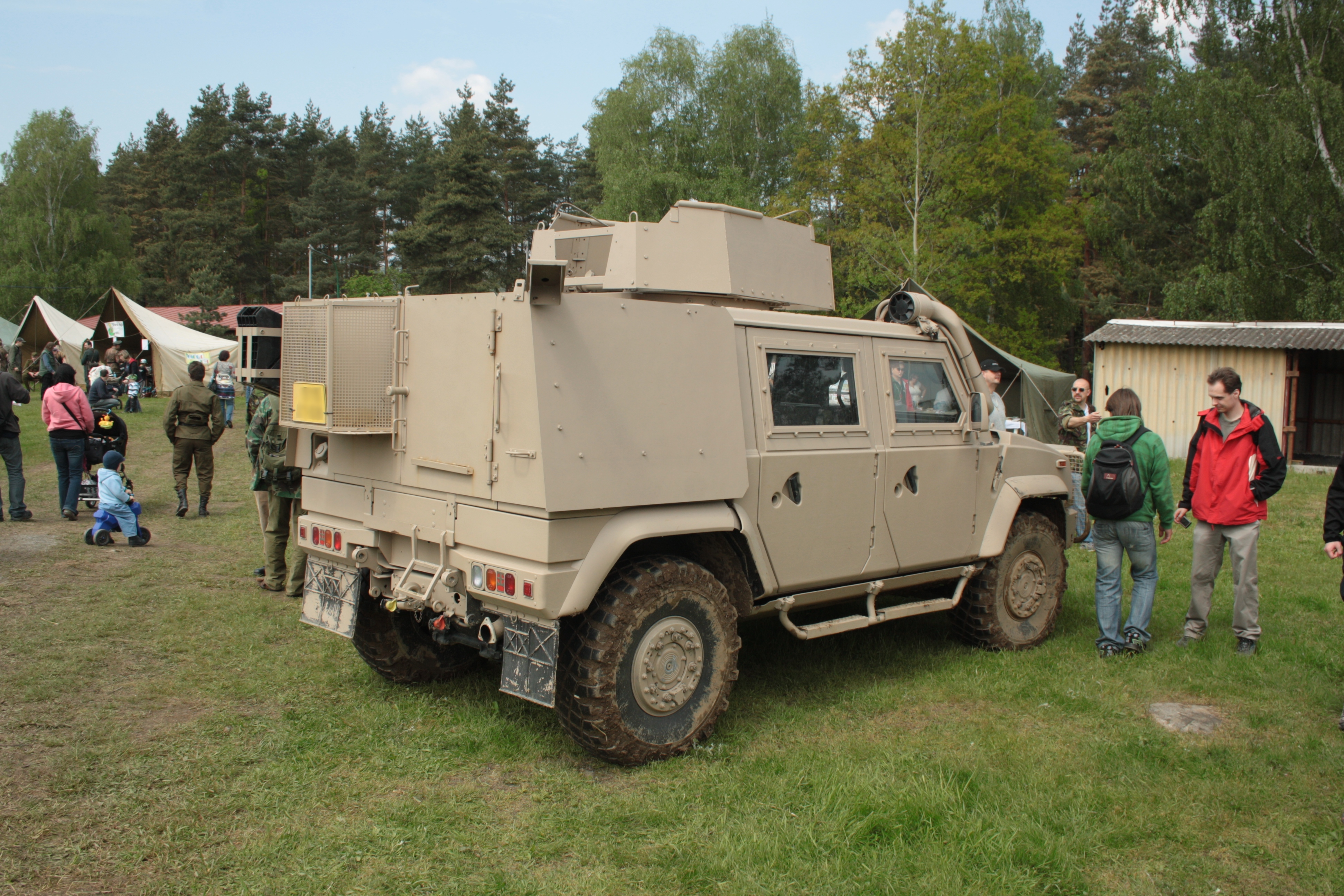
LOV IVECO 4x4 lafetace
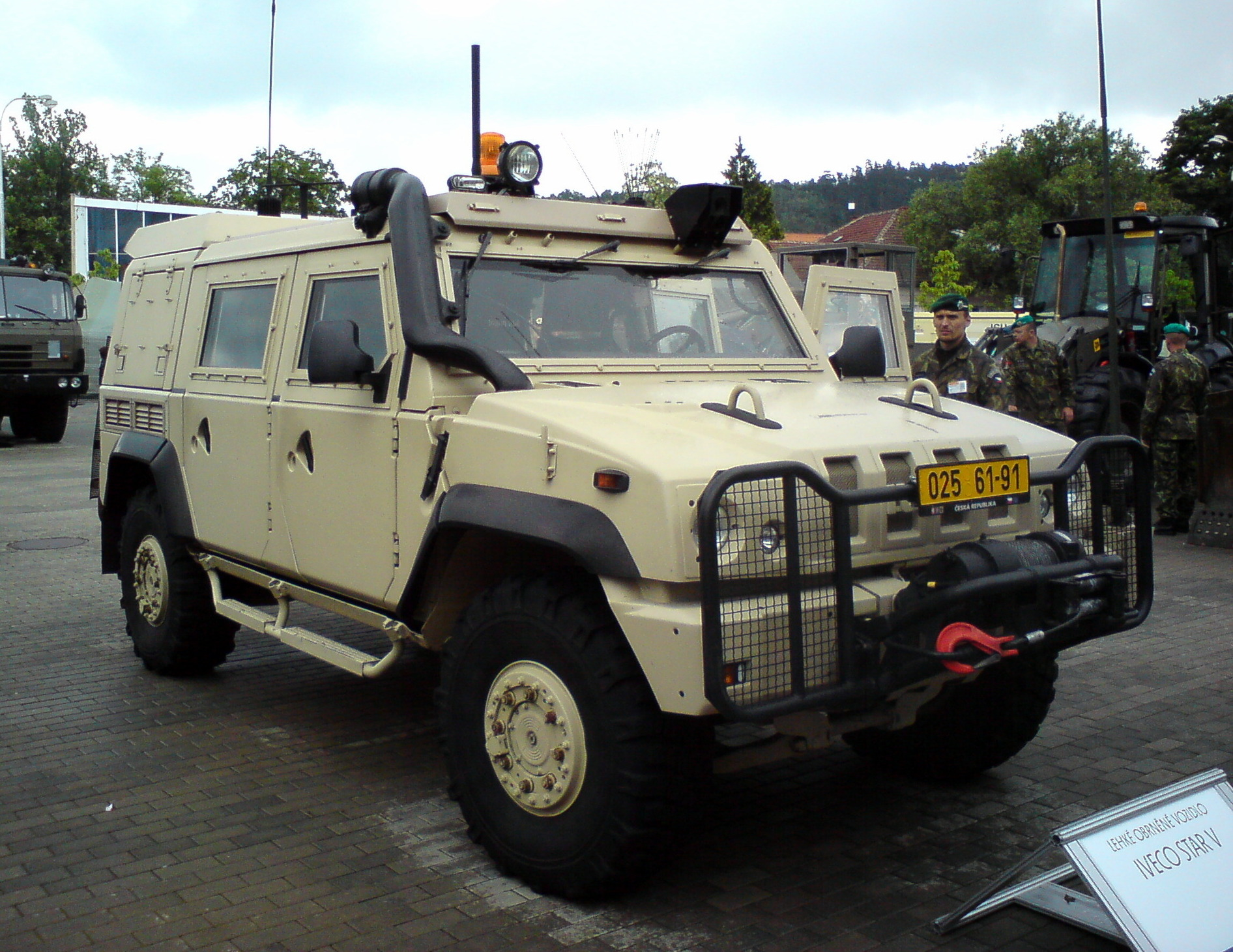
LOV IVECO konv. rušič
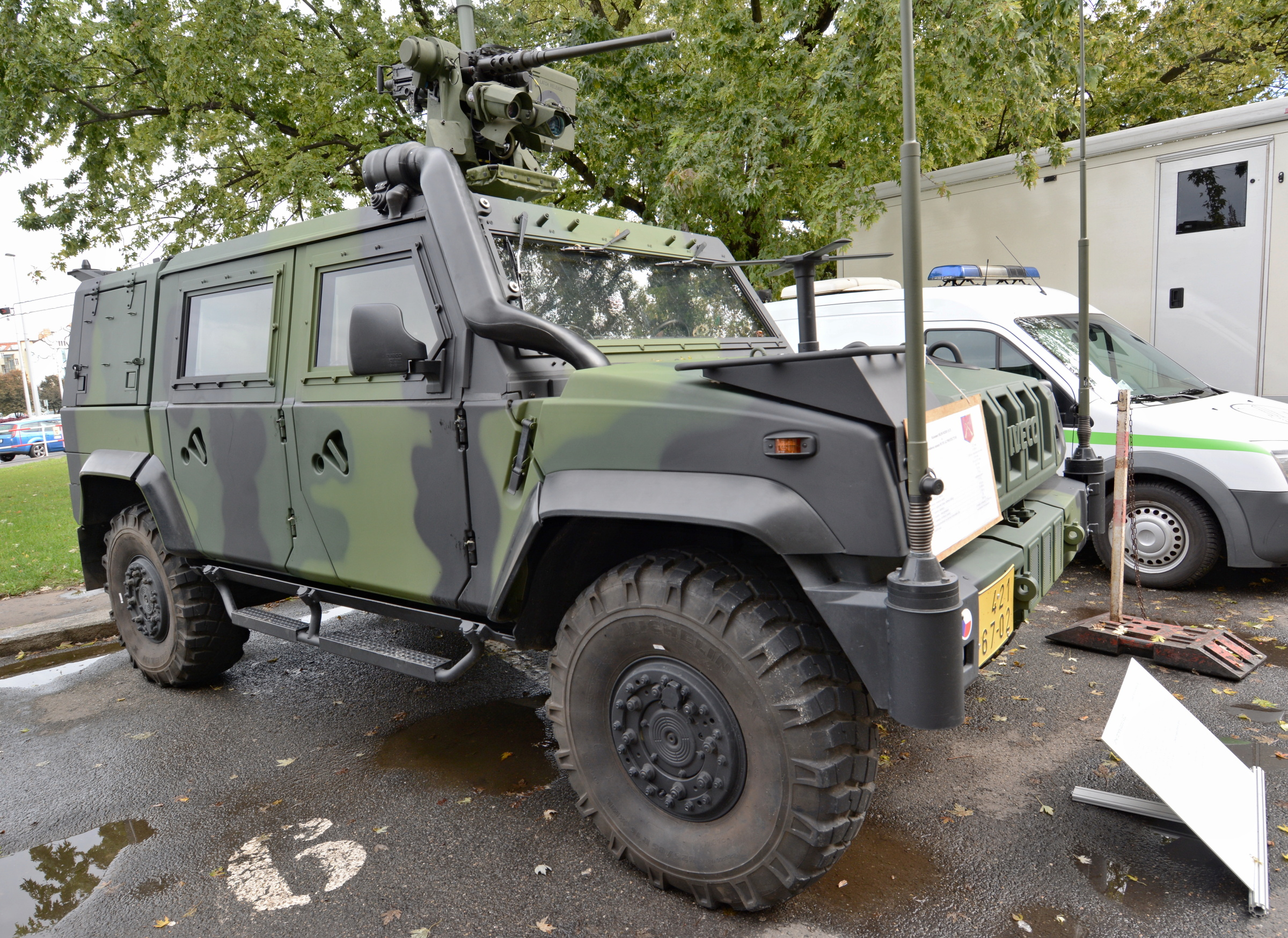
LOV 50 B
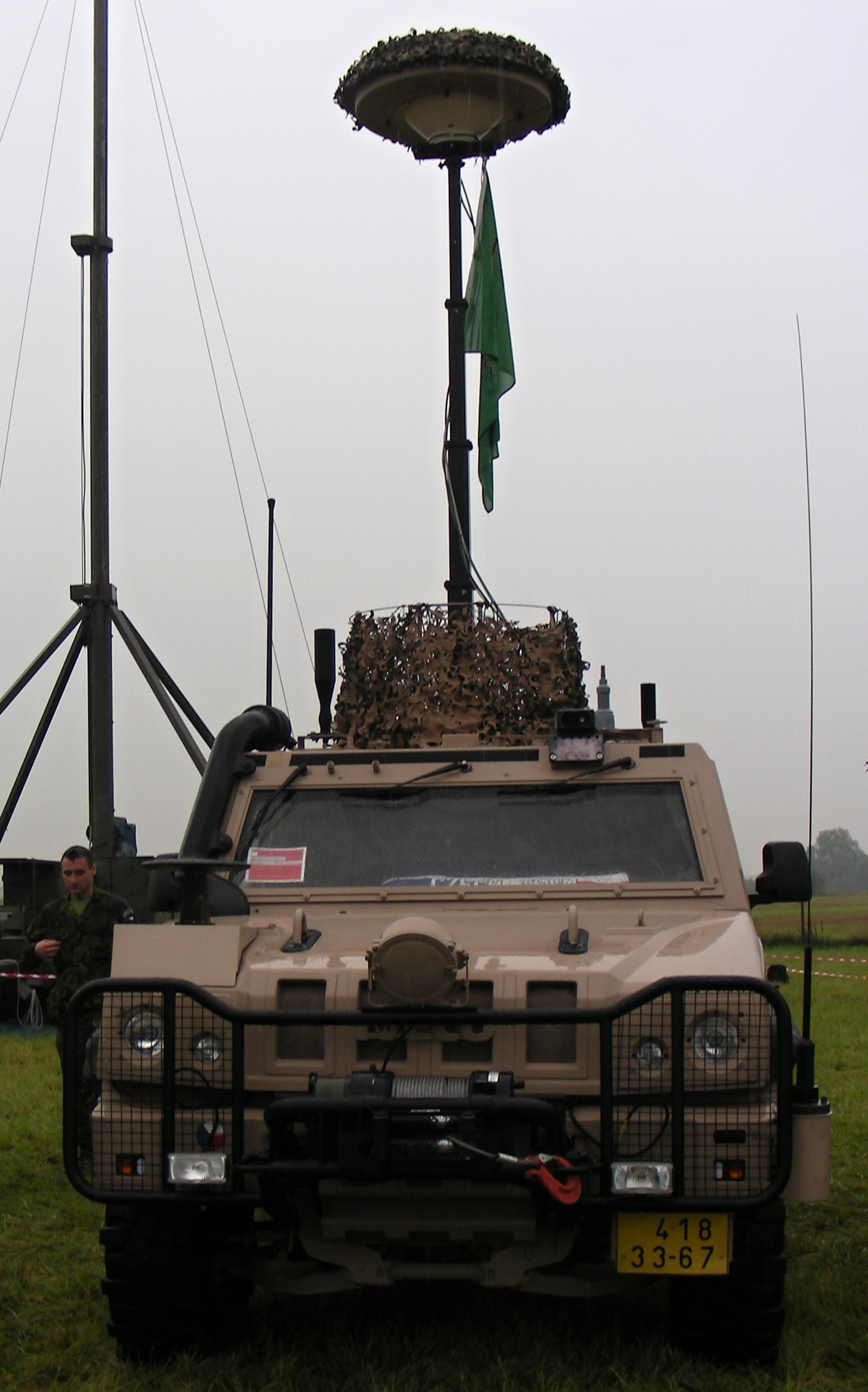
LOV IVECO MPRS II

## Uživatelé
- Albánie

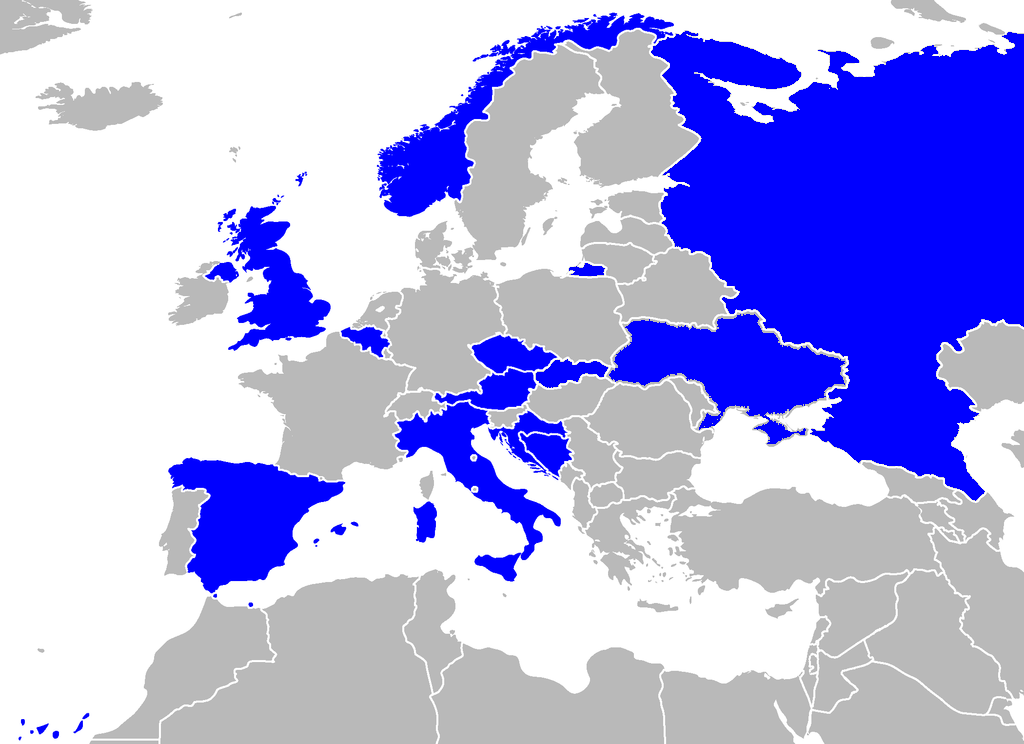
Uživatelé Iveco LMV

- Belgie (440 vozidel Iveco LMV + opce na 400 vozidel + 120 souprav přídavného pancéřování)
- Bosna a Hercegovina
- Brazílie - k roku 2021 by se mělo ve službě nacházel 32 kusů z 186 objednaných [4]
- Česko (120 vozidel Iveco LMV, v roce 2018 objednáno dalších 80 ks)
- Chorvatsko (14 Iveco LMV, celkem objednáno 94 vozidel)
- Itálie (cca 2000 vozidel Iveco LMV)
- Norsko (170 vozidel Iveco LMV)
- Rakousko (150 vozidel Iveco LMV)
- Rusko (objednáno 727 vozidel)
- Slovensko (40 vozidel Iveco M65E 4x4 LMV)
- Spojené království (401 vozidel Panther CLV + opce na 400 vozidel)
- Španělsko (270 vozidel Iveco LMV)
- Ukrajina (objednávka 90 vozidel Iveco LMV schválena italskou vládou v září 2014[5])